# NGC 1379
NGC 1379 je galaksija u zviježđu Kemijska peć.

## Vanjske poveznice
- SEDS: NGC 1379